# Allotypie
L'allotypie désigne la variation phénotypique à l'intérieur d'une espèce, contrairement à l'isotypie qui désigne un caractère commun à l'ensemble des individus d'une espèce. Tous les êtres humains (jeunes) ont des cheveux, c'est un isotype, ils peuvent être blonds ou bruns, c'est un allotype.